# Szczygłowice (posterunek odgałęźny)
Szczygłowice – posterunek odgałęźny w Knurowie, w dzielnicy Szczygłowice; w województwie śląskim, w Polsce.